# Prelude
Prelude (Đức: Präludium; Pháp: Prélude; Ý: Preludio) là một đoạn nhạc ngắn có hình thức thay đổi theo từng phần. Đối với tiếng Việt có thể hiểu như là khúc dạo đầu.

## Lịch sử phát triển
Những bản prelude đầu tiên được ký âm là cho đại phong cầm trong nhà thờ, xưa nhất còn sót lại là năm bản nhạc dạo đầu ngắn trong Ileborgh Tablature năm 1448.
Vào thế kỷ 17, các tác phẩm Prelude dành cho nhạc cụ phím xuất hiện tại Pháp; các nhạc sĩ như François Couperin và Jean-Philippe Rameau bắt đầu sáng tác Prelude cho harpsichord.
Sau đó, Prelude phát triển vượt trội vào các giai đoạn thời kì tiếp theo và lan rộng khắp châu Âu.

## Nhà soạn nhạc nổi bật
- Dieterich Buxtehude
- Girolamo Frescobaldi
- Johann Pachelbel
- François Couperin
- Jean-Philippe Rameau
- Johann Sebastian Bach
- Frédéric Chopin
- Claude Debussy